# سفیان الکروانی
سفیان الکروانی (زاده ۱۹ اکتبر ۲۰۰۰) یک فوتبالیست حرفه ای است که در پست دفاع چپ برای باشگاه نایمخن در اردیویسه بازی می‌کند. او متولد هلند است و نماینده تیم ملی مراکش است.

## حرفه
ال کروانی در تیم‌های جوانان TGG, Den Bosch , BVV, Elinkwijk و نایمخن بازی کرد. در سال ۲۰۱۹، او به تیم اول نایمخن ارتقا یافت. او اولین بازی خود را برای این باشگاه در ۹ اوت ۲۰۱۹ در بازی خانگی مقابل اف سی آیندهوون انجام داد که با نتیجه ۱–۲ شکست خورد. الکروانی در دقیقه ۶۸ به جای آنتونی موسابا وارد زمین شد. در ۲ ژوئیه ۲۰۲۰، او قراردادی یک ساله با نایمخن امضا کرد که شامل یک گزینه برای یک فصل دیگر بود. در فصل ۲۰۲۰–۲۱، او در نایمخن هجومی به رهبری سرمربی روژیه مایجر به عنوان مدافع چپ ابتدایی تبدیل شد. در ۳ اکتبر، الکروانی اولین گل خود را برای باشگاه در بازی خانگی مقابل اف سی آیندهوون به ثمر رساند که با نتیجه ۶–۰ پیروز شد. در ۲۳ مه ۲۰۲۱، الکروانی ارتقاء برنده به اردویسه با نایخمن، ضرب و شتم توسط ناک بردا ۱–۲ در فینال پلی آف. او به گل پیروزی توسط جاناتان اوکیتا پاس گل داد، که بدین معنی بود که باشگاه پس از غیبت چهار ساله به بالاترین بخش هلند بازگشت. او فصل را با ۴۳ بازی به پایان رساند که در آن ۳ گل به ثمر رساند و ۸ پاس گل او بیشترین تعداد را در تیم داشت.

## حرفه بین‌المللی
الکروانی که در هلند متولد شد، مراکشی‌تبار است. او اولین بازی خود را با تیم ملی مراکش در پیروزی ۳–۰ مقدماتی جام جهانی ۲۰۲۲ مقابل گینه بیسائو در ۹ اکتبر ۲۰۲۱ انجام داد.

## آمار شغلی
تا تاریخ ۲۰ ژوئن ۲۰۲۱
| باشگاه  | فصل     | لیگ            | لیگ      | لیگ   | جام      | جام   | دیگر     | دیگر  | جمع      | جمع   |
| باشگاه  | فصل     | بخش            | برنامه‌ها | اهداف | برنامه‌ها | اهداف | برنامه‌ها | اهداف | برنامه‌ها | اهداف |
| ------- | ------- | -------------- | -------- | ----- | -------- | ----- | -------- | ----- | -------- | ----- |
| نایمخن  | ۲۰۱۹–۲۰ | اردیویسه       | ۲        | ۰     | ۰        | ۰     | -        | -     | ۲        | ۰     |
| نایمخن  | ۲۰۲۰–۲۱ | Eerste Divisie | ۳۸       | ۳     | ۲        | ۰     | ۳        | ۰     | ۴۳       | ۳     |
| کل حرفه | کل حرفه | کل حرفه        | ۴۰       | ۳     | ۲        | ۰     | ۳        | ۰     | ۴۵       | ۳     |

1. ↑  Appearance(s) in Eerste Divisie promotion play-offs